# Santa Maria (Davao Occidental)
Santa Maria is een gemeente in de Filipijnse provincie Davao Occidental op het eiland Mindanao. Bij de laatste census in 2007 had de gemeente ruim 48 duizend inwoners.

## Geografie

### Bestuurlijke indeling
Santa Maria is onderverdeeld in de volgende 22 barangays:
| - Basiawan - Buca - Cadaatan - Datu Daligasao - Datu Intan - Kidadan - Kinilidan - Kisulad - Malalag Tubig - Mamacao - Ogpao | - Poblacion - Pongpong - San Agustin - San Antonio - San Isidro - San Juan - San Pedro - San Roque - Santo Niño - Santo Rosario - Tanglad |

## Demografie
Santa Maria had bij de census van 2007 een inwoneraantal van 48.362 mensen. Dit zijn 2.791 mensen (6,1%) meer dan bij de vorige census van 2000. De gemiddelde jaarlijkse groei komt daarmee uit op 0,82%, hetgeen lager is dan het landelijk jaarlijks gemiddelde over deze periode (2,04%). Vergeleken met de census van 1995 is het aantal mensen met 6.443 (15,4%) toegenomen.

De bevolkingsdichtheid van Santa Maria was ten tijde van de laatste census, met 48.362 inwoners op 175 km², 276,4 mensen per km².